# Karjala Cup 2000
Hokejový turnaj byl odehrán od 9.11.2000 - do 12.11.2000 v Helsinkách, utkání Švédsko - Česko bylo odehráno v Jonkopingu.

## Výsledky a tabulka
|    |         | FIN    | SWE     | RUS   | CZE    | V | VP | PP | P | Skóre | B |
| 1. | Finsko  | Finsko | 6:1     | 4:3   | 2:1 SN | 2 | 1  | 0  | 0 | 12:5  | 8 |
| 2. | Švédsko | 1:6    | Švédsko | 2:0   | 4:1    | 2 | 0  | 0  | 1 | 7:7   | 6 |
| 3. | Rusko   | 3:4    | 0:2     | Rusko | 2:1    | 1 | 0  | 0  | 2 | 5:7   | 3 |
| 4. | Česko   | 1:2 SN | 1:4     | 1:2   | Česko  | 0 | 0  | 1  | 2 | 3:8   | 1 |

 Švédsko -  Česko 4:1 (1:0, 3:0, 0:1) Zpráva
9. listopadu 2000 - Jönköping
- Branky  Švédsko: 11:16 Mathias Johansson, 20:27 Andreas Salomonson, 30:57 Leif Rohlin, 35:14 Leif Rohlin
- Branky  Česko: 56:58 Petr Čajánek.
- Rozhodčí: Favorin - Karlsson, Lindgren
- Vyloučení: 3:5 (0:0) navíc Reichel (CZE) 10 min.
- Diváků: 5 991

Švédsko: Tellqvist - Artursson, Olausson, Rohlin, Talinder, Tjarnqvist - Ahlström, Berglund, Falk, Gahn, Huselius, Johansson Andreas, Mathias, Mikael, Renberg, Rusdlätt, Salomonsson, Wernblom, Zetterberg.
Česko: Zdeněk Orct - Mario Cartelli, 	Marek Židlický, Tomáš Žižka, Petr Kadlec, Radek Martínek, Aleš Píša, Jiří Vykoukal, Libor Zábranský - Jaroslav Bednář, Martin Chabada, Petr Čajánek, Jaroslav Hlinka, Viktor Hübl, Roman Kaděra, Martin Procházka, Robert Reichel, Michal Straka, Jan Tomajko, Pavel Vostřák, Vladimír Vůjtek.

 Finsko -  Rusko 4:3 (2:0, 0:0, 2:3) Zpráva
9. listopadu 2000 - Helsinky
- Branky  Finsko: 13:42 Hentunen, 19:04 Palsola, 42:34 Pärssinen, 54:11 Meittinen
- Branky  Rusko: 43:11 Karpov, 45:40 Gusmanov, 59:51 Orechovskij.
- Rozhodčí: T. Andersson (SWE) - Bruun, Aberg (FIN)
- Vyloučení: 9:5 (1:2) navíc Guljavcev (RUS) 10 min, Haakana (FIN) 5 min a do konce utkání.
- Diváků: 7 126

 Rusko -  Švédsko 0:2 (0:1, 0:1, 0:0) Zpráva
11. listopadu 2000 - Helsinky
- Branky  Rusko: nikdo
- Branky  Švédsko: 13:55, 32:09 Salomonsson A.
- Rozhodčí: Kruus - Lindfors, Saarnio (FIN)
- Vyloučení: 5:4 (0:1)
- Diváků: 2 853

 Česko -  Finsko 1:2  SN  (0:1, 0:0, 1:0 – 0:0, 0:1) Zpráva
11. listopadu 2000 - Helsinky
- Branky  Česko: 55:24 Pavel Vostřák
- Branky  Finsko: 3:05 Järventie, 65:00 Hentunen
- Rozhodčí: Vajsfeld (RUS) - Hämäläinen, Rönn (FIN)
- Vyloučení: 5:2 (0:0)
- Diváků: 12 018

Česko: Dušan Salfický - Mario Cartelli, Marek Židlický, Tomáš Žižka, Petr Kadlec, Radek Martínek, Aleš Píša, Libor Zábranský - Jaroslav Bednář, Petr Čajánek, Jaroslav Hlinka, Viktor Hübl, Roman Kaděra, Vojtěch Kubinčák, Martin Procházka, Robert Reichel, Michal Straka, Jan Tomajko, Pavel Vostřák, Vladimír Vůjtek
Finsko: Myllys - Alanko, Grönvall, Haakana, Järventie, Kakko, Kiprusoff, Koivisto, Petriläinen - Hautamaa, Hentunen, Kapanen, Meittinen, Palsola, Pärssinen, Rintanen, Sihvonen, Törmänen, Varis, Viitakoski, Virta.

 Česko -  Rusko 1:2 (1:1, 0:1, 0:0) Zpráva
12. listopadu 2000 - Helsinky
- Branky  Česko: 11:53 Martin Procházka
- Branky  Rusko: 15:35 Andrej Razin, 29:30 Andrej Razin
- Rozhodčí: Andersson (SWE) - Favorin, Peltonen (FIN)
- Vyloučení: 8:6 (0:1) navíc Židlický (CZE) 10min.
- Diváků: 2 177

Česko: Dušan Salfický - Mario Cartelli, Marek Židlický, Tomáš Žižka, Petr Kadlec, Radek Martínek, Aleš Píša, Libor Zábranský - Jaroslav Bednář, Martin Chabada, Petr Čajánek, Jaroslav Hlinka, Viktor Hübl, Roman Kaděra, Vojtěch Kubinčák, Martin Procházka, Robert Reichel, Michal Straka, Jan Tomajko, Pavel Vostřák
Rusko: Čistov - Brezgunov, Ždan, Krasotkin, Orechovskij, Petročinin, Rjabykin, Turkovskij, Žukov - Dacjuk, Golc, Gorboušin, Gusmanov, Jakubov, Karpov, Kozněv, Kvartalnov, Prokopjev, Razin, Zatonskij, Zolotov.

 Finsko -  Švédsko 6:1 (2:1, 3:0, 1:0) Zpráva
12. listopadu 2000 - Helsinky
- Branky  Finsko: 14:12 Pärssinen, 19:16 Koivisto, 21:40 Viitakoski, 27:03 Virta, 34:08 Rintanen, 45:40 Pärssinen
- Branky  Švédsko: 8:05 Johansson Mathias.
- Rozhodčí: Vajsfeld (RUS) - Bruun, Aberg (FIN)
- Vyloučení: 10:7 (2:0)
- Diváků: 11 366

## All-Star-Team
| Útočník | Jukka Hentunen Finsko - Andreas Salomonsson Švédsko - Timo Pärssinen Finsko |
| Obránce | Leif Rohlin Švédsko - Maarti Järventie Finsko                               |
| Brankář | Mikael Tellqvist Švédsko                                                    |